# Rory Byrne
Rory Byrne (Pretoria, Sudáfrica; 10 de enero de 1944) es un ingeniero y diseñador de monoplazas de Fórmula 1 semirretirado. Es conocido por haber sido jefe de diseño en las escuderías Benetton y Ferrari.
Tras graduarse en química en la Universidad del Witwatersrand en 1965, Byrne se interesó por el automovilismo. Pese a que comenzó trabajando como químico, su pasión por las carreras pudo más y siete años después se trasladó a Inglaterra buscando empleo como diseñador de coches.
Desde su incorporación a Ferrari en 1997, los coches diseñados por Byrne ha ganado más de setenta Grandes Premios, siete títulos de constructores y seis títulos de pilotos. Esto hace de Byrne uno de los más exitosos diseñadores de la F1, por detrás de sus rivales Adrian Newey y Colin Chapman.
Byrne empezó en la Fórmula 1 con Toleman y siguió con Benetton. Allí ganó dos títulos con Michael Schumacher.

## Ferrari
Al terminar el 1995, Michael Schumacher llegaba a Ferrari para devolver el equipo a la cima de este deporte después de años de bajo rendimiento. El director técnico de Benetton Ross Brawn fue contratado y se contactó con Rory Byrne para reemplazar al jefe de diseño John Barnard, quien se negó a cambiar de residencia a Italia. Después de largas negociaciones, Byrne fue atraído desde su retiro en Tailandia de nuevo a Europa, donde comenzó la construcción de una oficina de proyectos en la sede de Ferrari en Maranello. En 2000, finalmente Ferrari estaba listo para pelear por el título y continuó ganando impulso en las siguientes temporadas. Al terminar el 2004, los Ferrari diseñados por Byrne habían logrado 71 victorias, seis títulos de constructores y cinco de pilotos de forma consecutiva para Michael Schumacher mostrando una gran superioridad, hasta el punto de que habitualmente el equipo lograba dobletes.
En 2004, Rory Byrne anunció que se retiraría de la Fórmula 1 al final del 2006, cediendo su cargo de jefe de diseño a Aldo Costa, su ayudante desde 1998. El 19 de septiembre de 2006, se anunció que Rory había extendido su estancia, como consultor, en Ferrari hasta dentro de dos años, que lo llevan hasta principios de 2009.
En 2012, Byrne participó en el diseño del Ferrari F2012.
En febrero de 2013, se anuncia que Byrne trabajaría en el diseño del Ferrari del próximo año. y es el principal cabecilla del coche con el que Ferrari pretende ganar el mundial 2017.

## Campeonatos
Los siguientes monoplazas diseñados por Byrne han conseguido el título de campeones de constructores:
- Benetton B195 (1995)
- Ferrari F399 (1999)
- Ferrari F1-2000 (2000)
- Ferrari F2001 (2001)
- Ferrari F2002 (2002)
- Ferrari F2003-GA (2003)
- Ferrari F2004 (2004)